# Michel Dubois (pilote automobile)
Pour les articles homonymes, voir Michel Dubois.
Michel Dubois (7 mai 1948-8 septembre 2006), est un pilote automobile français.